# Andorrese parlementsverkiezingen 2015
De Andorrese parlementsverkiezingen 2015 werden gehouden op 1 maart 2015. Alle 28 raadsleden werden verkozen. De helft werd verkozen ter vertegenwoordiging van de parochies (twee raadsleden per parochie). De andere helft werd gekozen van een nationale lijst.
De Democraten voor Andorra verloren vijf zetels, maar behielden hun absolute meerderheid. De Sociaaldemocratische Partij (die samen met o.a. de Groenen in een coalitie zaten) halveerden. De nieuwe Liberalen van Andorra, die eerder waren afgesplitst van de democraten, haalden acht zetels. De eveneens nieuwe SDP haalde twee zetels.

## Deelnemende partijen

### Nationale lijst
Vier partijen deden mee op de nationale lijst, even veel als vier jaar geleden. Ten opzichte van toen deden twee nieuwe partijen mee: de Liberalen van Andorra (eerder actief als Liberale Partij van Andorra) en Sociaaldemocratie en Vooruitgang. Daarentegen deed Andorra voor Verandering niet mee aan deze verkiezing. De Groenen van Andorra deden niet onafhankelijk mee, maar zaten in een coalitie die geleid werd door de Sociaaldemocratische Partij.
| Partij                                                        | Lijsttrekker | Verkiezingen 2011 | Opmerking                                                             |
| ------------------------------------------------------------- | ------------ | ----------------- | --------------------------------------------------------------------- |
| Sociaaldemocratie en Vooruitgang (Socialdemocràcia i Progrés) | Victor Naudi | geen deelname     |                                                                       |
| Democraten voor Andorra (Demòcrates per Andorra)              | Antoni Martí | 20 zetels         |                                                                       |
| Liberalen van Andorra (Liberals d'Andorra)                    | Josep Pintat | geen deelname     |                                                                       |
| Coalitie Samen (Coalició Junts)                               | Pere Lopez   | 6 zetels          | De coalitie bestond uit de PS, de Groenen, het IC en Onafhankelijken. |

### Parochies
Dezelfde vier partijen deden ook mee in de parochies. Ten opzichte van vier jaar terug deed de Laurediaanse Unie niet mee, maar vormden ze een coalitie met de Liberalen van Andorra in Sant Julià de Lòria. De Liberalen vormden in enkele andere parochies ook coalities met lokale partijen, net als de Democraten voor Andorra.

## Verkiezingsuitslag
De verkiezingen werden gewonnen door de Democraten voor Andorra van regeringsleider Antoni Martí. Ze verloren weliswaar vijf van hun twintig zetels, maar behielden een absolute meerderheid.
| Partij | Partij                           | Nat. Lijst | Parochies | Zetels | Percentage |
| ------ | -------------------------------- | ---------- | --------- | ------ | ---------- |
|        | Democraten voor Andorra          | 5          | 10        | 15     | 53,6%      |
|        | Liberalen van Andorra            | 4          | 4         | 8      | 28,6%      |
|        | Coalitie Samen                   | 3          | 0         | 3      | 10,7%      |
|        | Sociaaldemocratie en Vooruitgang | 2          | 0         | 2      | 7,1%       |

### Nationale lijst
De helft van de zetels werd gekozen door middel van evenredige vertegenwoordiging op een nationale lijst. Restzetels werden verdeeld door de methode van de grootste overschotten. De Democraten van Andorra (5,18) hadden zo recht op vijf zetels, de Liberalen van Andorra (3,88) en de Coalitie Samen (3,29) hadden recht op drie zetels en Sociaaldemocratie en Vooruitgang (1,64) had recht op één zetel. De twee restzetels gingen naar de partijen met het grootste getal 'achter de komma': de Liberalen van Andorra en Sociaaldemocratie en Vooruitgang.
| Partij                            | Partij                            | Stemmen | Canillo | Encamp | Ordino | La Massana | Andorra | Sant Julià | Escaldes-E. | Percentage | Zetels |
| --------------------------------- | --------------------------------- | ------- | ------- | ------ | ------ | ---------- | ------- | ---------- | ----------- | ---------- | ------ |
|                                   | Democraten voor Andorra           | 5.448   | 341     | 810    | 413    | 632        | 1.347   | 567        | 1.338       | 37,0%      | 5      |
|                                   | Liberalen van Andorra             | 4.073   | 133     | 458    | 352    | 646        | 861     | 1.126      | 497         | 27,7%      | 4      |
|                                   | Coalitie Samen                    | 3.462   | 78      | 537    | 263    | 354        | 1.079   | 446        | 705         | 23,5%      | 3      |
|                                   | Sociaaldemocratie en Vooruitgang  | 1.728   | 51      | 193    | 105    | 138        | 623     | 197        | 421         | 11,7%      | 2      |
| Geldige stemmen                   | Geldige stemmen                   | 14.711  | 603     | 1.998  | 1.133  | 1.770      | 3.910   | 2.336      | 2.961       | 100,0%     | 14     |
| Blanco stemmen                    | Blanco stemmen                    | 1.064   | 37      | 137    | 62     | 123        | 329     | 153        | 223         |            |        |
| Ongeldige stemmen                 | Ongeldige stemmen                 | 309     | 8       | 45     | 15     | 37         | 106     | 29         | 69          |            |        |
| Opkomst (24.512 kiesgerechtigden) | Opkomst (24.512 kiesgerechtigden) | 16.084  | 71,4%   | 65,1%  | 76,3%  | 72,7%      | 58,9%   | 70,2%      | 64,7%       | 65,6%      |        |

### Parochies
De andere helft van de zetels werd gekozen in de parochies. Elke parochie vormde een kiesdistrict. De partij die in een parochie het meeste stemmen kreeg kreeg twee zetels. Niet alle partijen deden mee in elke parochie: in Canillo deden de Liberalen van Andorra en Sociaaldemocratie en Vooruitgang niet mee. Die laatste deed ook niet mee in La Massana. Daarnaast vormden enkele partijen een coalitie in sommige parochies:
- De Democraten voor Andorra vormden een coalitie met Samen voor Vooruitgang in Encamp, met Gemeenschappelijke Actie van Ordino in Ordino, met de Beweging van La Massana in La Massana en met de Coalitie van Onafhankelijken in Andorra la Vella.
- De Liberalen van Andorra vormde een coalitie met de Laurediaanse Unie in Sant Julià de Lòria en met onafhankelijke kandidaten in Encamp, Ordino en La Massana.

De winnende partij per parochie is hieronder in het vet aangegeven. Coalities zijn aangegeven met een asterisk (*).
| Partij                            | Partij                            | Stemmen | Canillo | Encamp | Ordino | La Massana | Andorra | Sant Julià | Escaldes-E. | Percentage | Zetels |
| --------------------------------- | --------------------------------- | ------- | ------- | ------ | ------ | ---------- | ------- | ---------- | ----------- | ---------- | ------ |
|                                   | Democraten voor Andorra           | 5.662   | 398     | * 745  | * 423  | * 589      | * 1.410 | 683        | 1.414       | 39,4%      | 10     |
|                                   | Liberalen van Andorra             | 3.962   | –       | * 477  | * 406  | * 797      | 794     | * 1.088    | 400         | 27,5%      | 4      |
|                                   | Coalitie Samen                    | 3.393   | 95      | 605    | 217    | 396        | 985     | 341        | 754         | 23,6%      | 0      |
|                                   | Sociaaldemocratie en Vooruitgang  | 1.367   | –       | 160    | 74     | –          | 638     | 180        | 315         | 9,5%       | 0      |
| Geldige stemmen                   | Geldige stemmen                   | 14.384  | 493     | 1.987  | 1.120  | 1.782      | 3.827   | 2.292      | 2.883       | 100,0%     | 14     |
| Blanco stemmen                    | Blanco stemmen                    | 1.335   | 123     | 151    | 72     | 112        | 404     | 183        | 290         |            |        |
| Ongeldige stemmen                 | Ongeldige stemmen                 | 354     | 29      | 42     | 17     | 36         | 112     | 39         | 79          |            |        |
| Opkomst (24.512 kiesgerechtigden) | Opkomst (24.512 kiesgerechtigden) | 16.037  | 71,0%   | 64,6%  | 76,2%  | 72,7%      | 58,9%   | 70,1%      | 64,7%       | 65,6%      |        |

## Verkozen kandidaten
De volgende 28 kandidaten werden verkozen in de Algemene Raad der Valleien:
| Gekozen via nationale lijst | Gekozen via nationale lijst | Gekozen via nationale lijst | Gekozen via parochies | Gekozen via parochies          | Gekozen via parochies | Gekozen via parochies |
| --------------------------- | --------------------------- | --------------------------- | --------------------- | ------------------------------ | --------------------- | --------------------- |
| Kandidaat                   | Kandidaat                   | Partij                      | Kandidaat             | Kandidaat                      | Partij                | Parochie              |
|                             | Antoni Martí                | DA                          |                       | Jordi Alcombe                  | DA                    | Canillo               |
|                             | Ladislau Baro               | DA                          |                       | Mònica Bonell                  | DA                    | Canillo               |
|                             | Conxita Marsol              | DA                          |                       | Antoni Fillet                  | DA/ACO                | Ordino                |
|                             | Jordi Torres                | DA                          |                       | Meritxel Mateu                 | DA/ACO                | Ordino                |
|                             | Sofia Garralla              | DA                          |                       | Jordi Cinca                    | DA/Cd'i               | Andorra la Vella      |
|                             | Josep Pintat                | Ld'A                        |                       | Maria Rosa Ferrer              | DA/Cd'i               | Andorra la Vella      |
|                             | Jordi Gallardo              | Ld'A                        |                       | Miquel Aleix                   | DA                    | Escaldes-Engordany    |
|                             | Joan Carles Camp            | Ld'A                        |                       | Vincenç Mateu                  | DA                    | Escaldes-Engordany    |
|                             | Ferran Joaquim Costa        | Ld'A                        |                       | Maria Martisella               | DA/UP                 | Encamp                |
|                             | Pere Lopez                  | Coalició Junts              |                       | Carles Enseñat                 | DA/UP                 | Encamp                |
|                             | Rosa Gili                   | Coalició Junts              |                       | Carles Naudi d'Areny-Plandolit | Ld'A/Onafhankelijken  | La Massana            |
|                             | Gerard Alis                 | Coalició Junts              |                       | Judith Pallares                | Ld'A/Onafhankelijken  | La Massana            |
|                             | Víctor Naudi                | SDP                         |                       | Josep Majoral                  | Ld'A/UL               | Sant Julià de Lòria   |
|                             | Sílvia Eloïsa Bonet         | SDP                         |                       | Carine Montaner                | Ld'A/UL               | Sant Julià de Lòria   |